# Gabriel Hubert Iser
Gabriel Hubert Iser (* 21. Mai 1826 in Rhens; † 4. Februar 1907 in Trier) war ein deutscher Reichsgerichtsrat.

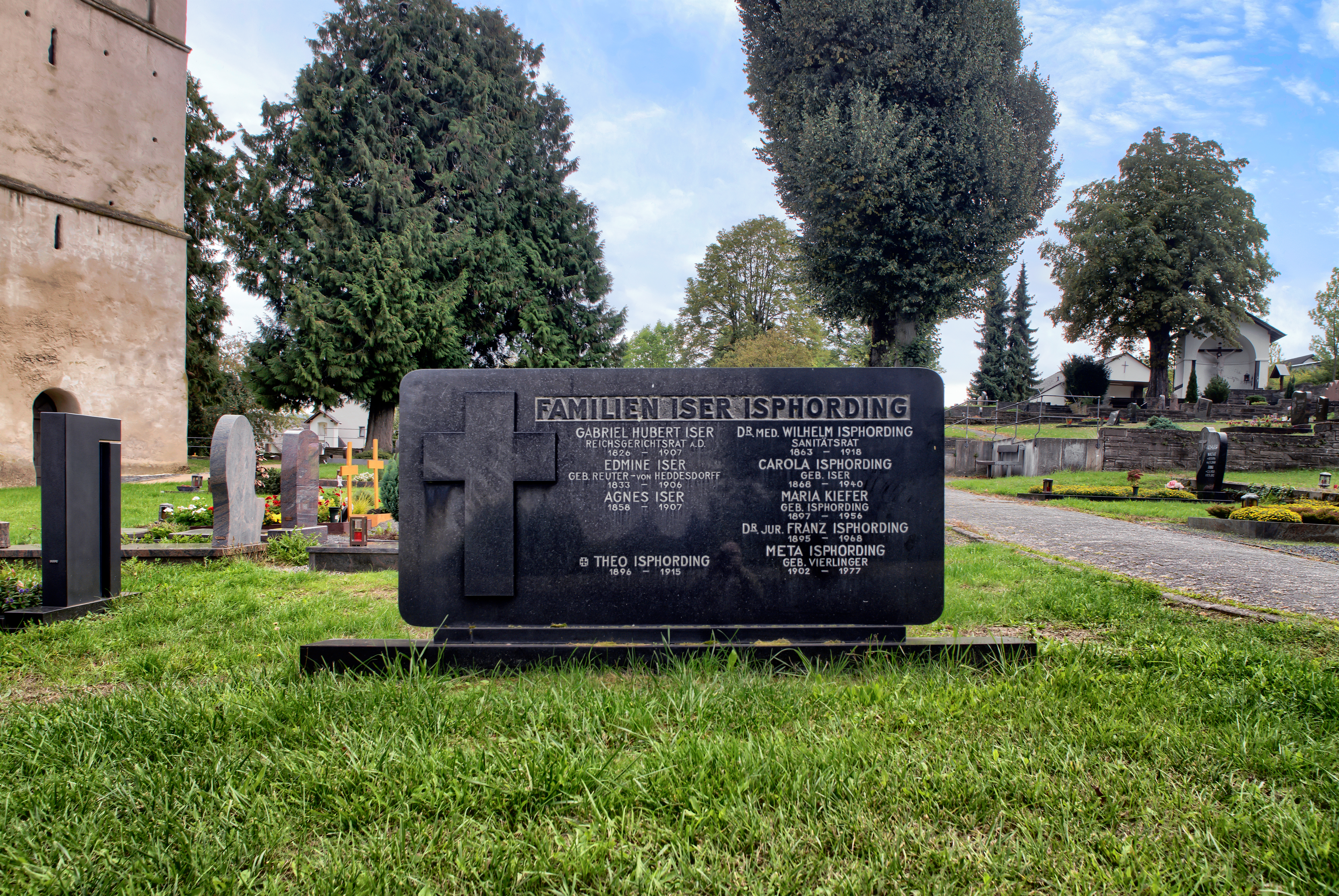
Grabstätte auf dem Alten Friedhof von Rhens

## Leben
Der Sohn eines katholischen Gutsbesitzers in Rhense studierte Rechtswissenschaften in Heidelberg und Bonn und wurde in Bonn 1847 Mitglied des Corps Rhenania Bonn. Der Preuße wurde im Oktober 1848 vereidigt. 1856 wurde er Staatsanwaltsgehilfe. 1860 wurde er zum Staatsprokurator ernannt. 1873 wurde er Appellationsgerichtsrat und 1879 Oberlandesgerichtsrat. Er trat 1882 in das Reichsgericht ein und war im II. Zivilsenat tätig. Neujahr 1893 trat er in den Ruhestand.
Iser saß 1862 in der 6. Legislaturperiode für den Wahlkreis Koblenz 5 im Preußischen Abgeordnetenhaus. Er gehörte der Fraktion des Zentrums an.